# الشرف غالي (فلم)
الشرف غالي هو فيلمٌ مصريٌ أُنتج عام 1951.

## قصة الفيلم
فتاة تعمل خادمةً في بيت أحد الأثرياء. يحاول الثري أن يعتدي عليها فتقاومه، فيسقط مغشياً عليه، وتظن أنه مات. تهرب الخادمة من المنزل، وأثناء هروبها، تلتقي بفرقة جوالة، ثم تنضم إليها كمطربة.
تنجح الفتاة في عملها كمطربة، ويصبح لها معجبين. تتعرف على شاب عائد من الدراسة بالخارج، ويتحابان، ثم يتفقان على الزواج. تكتشف أن هذا الشاب هو ابن الثري الذي أسقطته من قبله، وظنّت أنه مات، والحقيقية أنه فقد بصره. لكن والدة الشاب تقف في طريق هذا الزواج لاعتقادها أنه الفتاة كانت السبب في فقد الثري لبصره.

## أغاني الفيلم
في الفيلم سبع أغان، هي:
| الأغنية     | المؤلف         | الملحن        | المغني       |
| ----------- | -------------- | ------------- | ------------ |
| جوا عنيك    | مأمون الشناوي  | محمود الشريف  | نور الهدى    |
| القصب       | مأمون الشناوي  | علي فراج      | نور الهدى    |
| اسألني أنا  | مأمون الشناوي  | رياض السنباطي | نور الهدى    |
| الحاوي      | فتحي قورة      | علي فراج      | نور وشكوكو   |
| الشكاشيكو   | فتحي قورة      | علي فراج      | نور وشكوكو   |
| يا رب       | فتحي قورة      | محمود الشريف  | نور الهدى    |
| الأولة قلبي | حسن عبد الوهاب | محمود الشريف  | عباس البليدي |

## وصلات خارجية
- مقالات تستعمل روابط فنية بلا صلة مع ويكي بيانات
- الشرف غالي على الدهليز
- الشرف غالي على كاروهات